# São Vicente (Madeira)
São Vicente is een gemeente in het Portugese autonome gebied Madeira.
De gemeente heeft een totale oppervlakte van 81 km² en telde 6.198 inwoners in 2001.

## Plaatsen in de gemeente
- Boa Ventura
- Ponta Delgada
- São Vicente